# Heptaenida huggerti
Heptaenida huggerti är en skalbaggsart som beskrevs av Perkins 1997. Heptaenida huggerti ingår i släktet Heptaenida och familjen vattenbrynsbaggar. Inga underarter finns listade i Catalogue of Life.